# Equipo de Copa Billie Jean King de Brasil
El Equipo brasileño de Copa Billie Jean King es el representativo de Brasil en la máxima competición internacional, a nivel de naciones del tenis femenino y es gobernado por la Brazilian Tennis Confederation.
Participa en el campeonato desde 1965, con 19 participaciones en el Grupo Mundial. Su mejor resultado fue llegar a los cuartos de final del Grupo Mundial en la Copa Federación 1982.

## Equipo

### 2025
- Beatriz Haddad Maia
- Laura Pigossi
- Ana Candiotto
- Luiza Fullana
- Luisa Stefani